# باشگاه فوتبال هانوی (۱۹۵۶)
باشگاه فوتبال هانوی یک باشگاه فوتبال ویتنامی مستقر در هانوی بود.
تاریخ هانوی به باشگاه فوتبال ریلوی اتوریتی برمی‌گردد، که یکی از برجسته‌ترین باشگاه‌های ویتنام از زمان تأسیس در سال ۱۹۵۶ تا ۲۰۰۰ بود. پس از آن، این تیم در سال ۲۰۰۱ با کونگ آن هانوی ادغام شد و به تیم ای‌سی‌بی هانوی تبدیل شد. در سال ۲۰۰۸، ای‌سی‌بی هانوی جام حذفی ویتنام را برد و در ای‌اف‌سی کاپ ۲۰۰۹ بازی کرد. دو سال پس از سقوط از وی‌لیگ در سال ۲۰۱۱، آنها با هوآ فات هانوی ادغام شدند تا به باشگاه جدید هانوی ۱۹۵۶ تبدیل شوند.